# Aleksander Dakowski

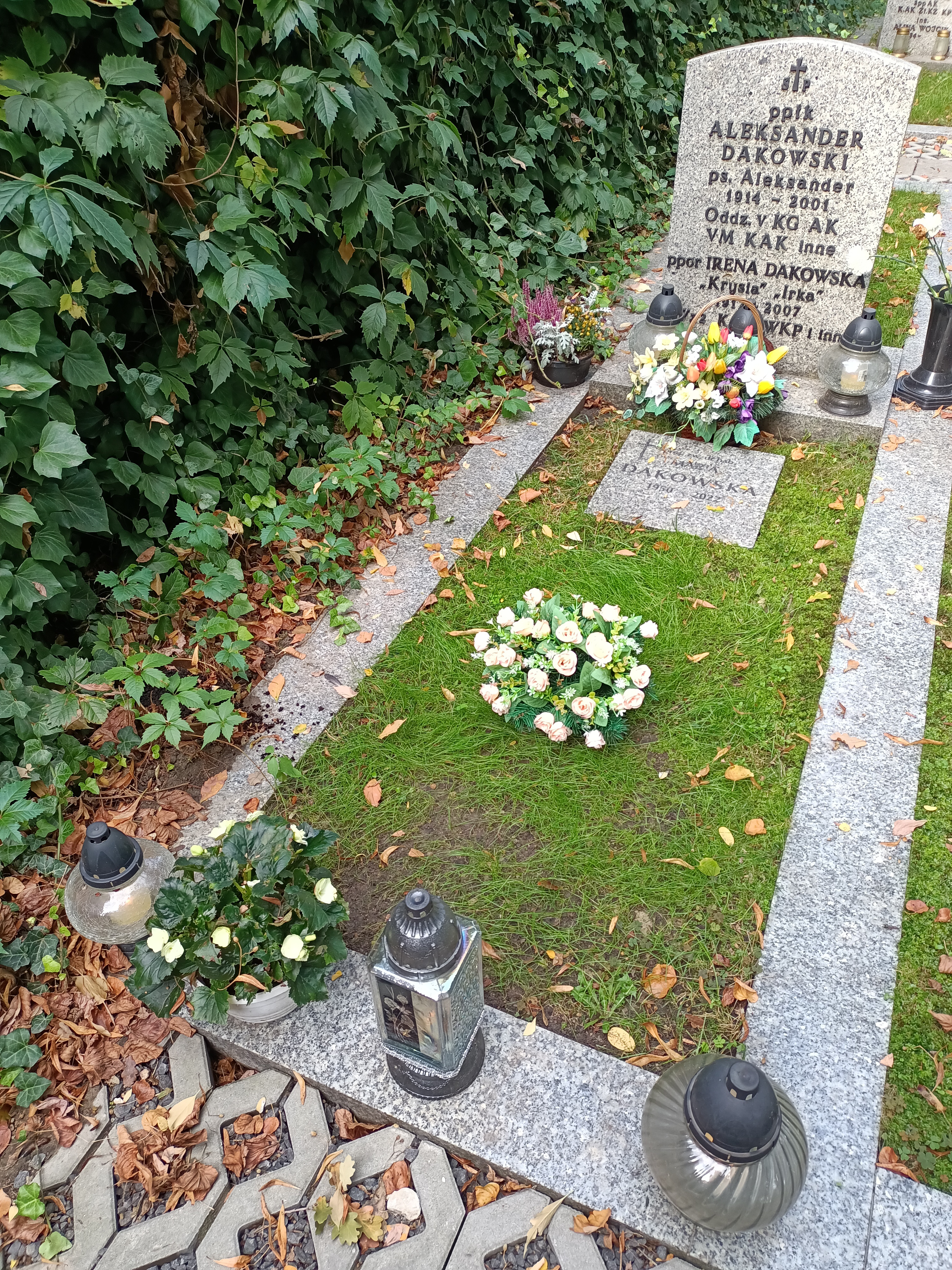
Grób Aleksandra Dakowskiego na Cmentarzu Wojskowym na Powązkach w Warszawie

Aleksander Dakowski ps. „Aleksander” (ur. 29 stycznia 1914 w Łopatkach, zm. 2 stycznia 2001 w Warszawie) – kapitan łączności Wojska Polskiego, kawaler Orderu Virtuti Militari.

## Życiorys
Urodził się 29 stycznia 1914 we wsi Łopatki, w rodzinie Antomiego i Klementyny. Był absolwentem XII promocji im. Marszałka Piłsudskiego Szkoły Podchorążych Łączności w Zegrzu. Na stopień podporucznika został mianowany ze starszeństwem z 1 października 1937 i 11. lokatą w korpusie oficerów łączności. W marcu 1939 służył w pułku radiotelegraficznym w Warszawie na stanowisku instruktora 2. kompanii I batalionu. W kampanii wrześniowej dowodził plutonem radio 23 Dywizji Piechoty. W styczniu 1940 zaangażował się w działalność konspiracyjną. Początkowo pełnił funkcję oficera łączności Obwodu Żoliborz ZWZ, a następnie dowódcy grupy likwidacyjnej Komendy Okręgu Warszawa Miasto ZWZ. Jesienią 1942 został przeniesiony do Oddziału V Komendy Głównej. Od 1943 i w powstaniu warszawskim dowodził kompanią „Omnibus” batalionu radiotelegraficznego „Iskra”. W 1942 został awansowany na stopień porucznika, a w 1944 kapitana. Został odznaczony Krzyżem Srebrnym Orderu Virtuti Militari. Po kapitulacji powstania wyszedł z Warszawy z ludnością cywilną. Zmarł 2 stycznia 2001 w Warszawie. Został pochowany na Cmentarzu Wojskowym na Powązkach (kwatera D18, rząd P01, miejsce 5).
W Oddziałowym Archiwum Instytutu Pamięci Narodowej we Wrocławiu przechowywane są materiały operacyjne Wojewódzkiego Urzędu Spraw Wewnętrznych we Wrocławiu dotyczące Aleksandra Dakowskiego s. Antoniego ur. 29 stycznia 1914, byłego oficera łączności Komendy Głównej Armii Krajowej, który po zakończeniu II wojny światowej kontynuował działalność konspiracyjną w strukturach organizacji NIE. W 1945 został zatrzymany przez WUBP w Łodzi, jednak udało mu się zbiec z aresztu. W 1947 ujawnił się.